# Little Sister (chanson d'Elvis Presley)
Pour les articles homonymes, voir Little Sister.
Singles de Elvis Presley
Wild in the Country /
I Feel So Bad
(1961) Rock-A-Hula Baby / Can't Help Falling in Love
(1961)
Little Sister est une chanson d'Elvis Presley, sortie en single sur le label RCA Victor en 1961.

## Composition
La chanson a été écrite par Doc Pomus et Mort Shuman.

## Histoire
La chanson a été originellement enregistrée par Elvis Presley. Enregistrée par lui le 26 juin 1961, elle sort en single le 8 août de la même année.

## Version de Dwight Yoakam
Singles de Dwight Yoakam
It Won't Hurt
(1986) Little Ways
(1987)
Clip vidéo
[vidéo] « Little Sister », sur YouTube
La chanson a été reprise par de nombreux artistes, parmi lesquels le chanteur de country américain Dwight Yoakam. Sa version est sortie en single en février 1987 et est incluse dans son deuxième album studio, Hillbilly Deluxe, paru en juillet de la même année.